# Tlatlaya
Tlatlaya és un municipi de l'estat de Mèxic. Tlatlaya és el cap de municipi i principal centre de població d'aquesta municipalitat. Aquest municipi és a la part sud-occidental de l'estat de Mèxic. Limita al nord amb el municipi de Amatepec, al sud amb Guerrero, a l'oest amb Guerrero i a l'est amb Guerrero.